# Miss Brasil Beleza Internacional 1994
Miss Brasil Beleza Internacional 1994 foi a 10ª edição de realização de um concurso específico para a eleição da mais bela brasileira em busca do título de Miss Beleza Internacional e o 33º ano de participação do Brasil no certame internacional. A competição realizou-se no Clube Estrela do Oeste em Divinópolis, Minas Gerais no dia 9 de julho com a presença de vinte e seis (26) candidatas representando 25 Estados e o Distrito Federal do Brasil (Roraima não enviou candidata). A vencedora na ocasião foi a representante de São Paulo, Ana Paula Barrote.

## Concurso
Devido à escassez de informação e divulgação do certame na época, apenas o carioca "Jornal dos Sports" emitiu uma nota sobre o evento: 
| “ | A paulista Ana Paula Barrote, 17 anos, vai representar a mulher brasileira no concurso de Miss Beleza Internacional, em setembro, na cidade de Mie, no Japão. Ela ganhou o direito de representar o país depois de conquistar, no último dia 9, o título de Miss Brasil de 1994, disputa realizada em Divinópolis, Minas Gerais. Ana Paula levou o prêmio de quatro mil dólares e mais um automóvel zero. Ana Paula tem 1,76m e 56 quilos, cabelos pretos e quer se formar em direito. A paulista ficou com o título, enquanto a mineira Débora Forlin ficou em segundo e Cristiane Silva do Amazonas, ficou em terceiro. A carioca Patrícia Leal Assumpção conseguiu a quinta colocação. | ” |

## Resultados

### Colocações
| Posição                 | Estado e Candidata |
| Vencedora               | - São Paulo - Ana Paula Barrote |
| 2º. Lugar               | - Minas Gerais - Débora Forlin |
| 3º. Lugar               | - Amazonas - Cristiane Silva |
| 4º. Lugar               | - Mato Grosso - Farley Derly |
| 5º. Lugar               | - Rio de Janeiro - Patricia Assumpção |
| (TOP 13) Semifinalistas | - Alagoas - Karla Farias - Bahia - Isacarla Petri - Goiás - Stela Helrigel - Paraíba - Danielle Albuquerque - Paraná - Michele Pickler - Rio Grande do Norte - Adriana Pereira - Rio Grande do Sul - Elisângela Hesse - Santa Catarina - Suzete Navarro |

### Prêmios especiais
Foram distribuídos os seguintes prêmios especiais este ano:
| Prêmio               | Estado e Candidata              |
| Miss Simpatia        | - Piauí - Anaci Pereira         |
| Miss Fotogenia       | - Distrito Federal - Ana Cabral |
| Melhor Traje de Gala | - São Paulo - Ana Paula Barrote |
| Melhor Traje Típico  | - Amazonas - Cristiane da Silva |
|                      |                                 |

## Candidatas
Disputaram o título este ano:
| - Acre - Risoleta de Queiroz Costa - Alagoas - Karla Patrícia de Almeida Farias - Amapá - Cristiane Valéria dos Santos Nascimento - Amazonas - Cristiane da Silva - Bahia - Isacarla Maciel Petri - Ceará - Alessandra Matos Coelho - Distrito Federal - Ana Cabral - Espírito Santo - Nilciléia Neves Castro - Goiás - Stela Bandeira Helrigel - Maranhão - Taís Priscila Rodrigues da Silva - Mato Grosso - Farley Derly Ferreira da Silva - Mato Grosso do Sul - Flávia Roberta Lopes Pimenta - Minas Gerais - Débora Patricia Azevedo Forlin | - Pará - Tatiana Raquel Selbmann - Paraíba - Danielle Albuquerque - Paraná - Michele Pickler - Pernambuco - Karine Maria de Carvalho Tavares - Piauí - Anaci Pereira da Silva - Rio de Janeiro - Patricia Leal Assumpção - Rio Grande do Norte - Adriana Cristina Pereira da Silva - Rio Grande do Sul - Elisângela Hesse - Rondônia - Elisângela de Souza Dutra - Santa Catarina - Suzete Navarro Roldan Martin - São Paulo - Ana Paula Barrote - Sergipe - Cleide Jane Teixeira - Tocantins - Patricia Alexandrina Cardoso de Oliveira |

## Histórico

### Estado ausente
- Roraima